# Венгерка (посёлок)
Венгерка — посёлок в Тайшетском районе Иркутской области России. Административный центр Венгерского муниципального образования. Находится примерно в 49 км к западу от районного центра.

## Население
По данным Всероссийской переписи, в 2010 году в посёлке проживало 547 человек (289 мужчин и 258 женщин).